# Avijatičar (2004.)
Avijatičar (eng. The Aviator) je biografska drama o slavnom redatelju Howardu Hughesu, u režiji Martina Scorsesea. Film, nominiran za 11 Oscara, osvojio je 5, a onaj za najbolji film izmakao mu je i dodijeljen je filmu Djevojka od milijun dolara, iako je The Aviator dominirao na većini mainstream dodjela filmskih nagrada, uključujući Zlatni globus i nagradu BAFTA. 

## Radnja
Film počinje s devetogodišnjim Hughesom kojeg kupa majka, koja ga upozorava na bolest: "Nisi siguran". To pokazuje korijen njegove opsjednutosti klicama. Film zatim prikazuje 22-godišnjaka koji se priprema režirati film Hell's Angels. Angažira Noaha Dietricha da vodi Hughes Tool Co., dok on nadgleda leteće sekvence filma. Fale mu dvije kamere koje neuspješno pokušava posuditi od Louisa B. Mayera, koji me se samo nasmije u kaže da se vrati u Teksas. Shvativši kako publika neće imati osjećaj prostora ako bude tako gledala scene zračne borbe, Hughes postaje opsjednut traženjem "oblaka koji će izgledati kao divovske grudi pune mlijeka" kako bi mogao ponovno snimiti scenu. Angažira meteorologa s kalifornijskog sveučilišta, profesora Fitza koji bi trebao odrediti kad će biti savršeno vrijeme, što završava s osmomjesečnim čekanjem. Nakon što mu profesor kaže kako ima oblaka u Oaklandu, Kalifornija, Hughes premješta produkciju tamo te sam snima zračnu borbu aviona lovaca.
Film je konačno zgotovljen 1929., ali dok je gledao Jazz pjevača, Hughes shvaća da će zvučni film postati dominantan i da mora ponovno snimiti Hell's Angels, ovaj put sa zvukom, što će ga koštati još jednu godinu i 1,7 milijuna dolara. Film postaje veliki hit, a Hughes je onaj koji se sada smije. Snima  Lice s ožiljkom i Odmetnika. Međutim, postoji drugi cilj koji neprestano pokušava ostvariti: avijacija. Tijekom tog vremena, počinje se udvarati Katharine Hepburn. Par odlazi u noćne klubove, igra golf i leti zajedno te postaju sve bliskiji, a počinju i živjeti zajedno. Tokom tog vremena Hepburn mu postaje velika potpora i pouzdanik te pokušava ublažiti simptome njegova opsesivno-kompulzivnog poremećaja.
Kako postaje sve slavniji, počinju ga viđati sa sve više starleta. Počinje se zanimati za komercijalne letove i kupuje veći dio udjela u avio-kompaniji Transcontinental & Western Air (TWA) preteče Trans World Airlinesa. 1935. testira H-1 Racer, ruši brzinski rekord  Charlesa Lindbergha te se sruši u polje šećerne repe. "Najbrži čovjek na planeti", počne se hvalisati Hepburn. Tri godine poslije, obilazi svijet u četiri dana, srušivši prethodni rekord za tri dana. U međuvremenu, Juan Trippe, vlasnik Pan American Airlinesa (Pan Am), i senator Owen Brewster se počinju brinuti da im Hughes ne postane prevelika konkurencija. Brewster je upravo predstavio prijedlog zakona o komercijalnim letovima, što bi trebalo značiti svjetsku ekspanziju Pan Ama. Trippe savjetuje Brewstera da provjeri "uznemirujuće glasine o g. Hughesu."
Hepburn upoznaje Hughesa sa svojom obitelji u Connecticutu, što se pretvara u katastrofu. Nakon što mu je njezina majka za vrijeme ručka rekla "mi ne držimo do novca", on uzvraća, "Zato što ste ga uvijek imali.", što razotkriva socijalistički nastrojene Hepburnove kao snobove i licemjere. Natrag na setu svog novog filma, Katharine se nađe između dvije vatre, Hughesa i  Spencera Tracyja. Konačno kaže Hughesu da se zaljubila te da ga ostavlja. Howard te noći spaljuje svu svoju odjeću.
Ubrzo se počinje zanimati za 15-godišnju Faith Domergue. Osim toga, počinje borbu s Američkim filmskim udruženjem u vezi škakljivih scena u Odmetniku. Doznaje da Pan Am pokušava izgurati TWA iz igre. Pomoću velike zabave osigurava ugovor s Vojskom za dva projekta, za špijunski i transportni avion. Progone ga novinari nakon što su ga uhvatili s  Avom Gardner, a razbješnjena Domerque slupa svoje auto u komadiće. Hughes se sastaje s potkupljivim urednikom tabloida kako bi otkupio negative slika Hepburnove i Tracyja prije no što dođu u javnost.
1946. je Hughes dovršio samo XF-11, a gradi hidroavion H-4 Herkul ("Spruce Goose"). Budžet se povećava, a rok smanjuje, dok Hughes pokazuje znakove uznemirujućeg ponašanja, kao što je briga oko prašine i klica u zraku i neprestano ponavljanje fraza. Tog srpnja, uzima FX-11 za testni let. Jedan od propelera otkazuje i prouzročuje velike upravljačke probleme; Hughes se pokušava spustiti na golf igralište na Beverly Hillsu, ali pada u susjedstvo. Odvode ga u bolnicu, gdje se sporo oporavlja. Saznaje da Vojska više ne treba Sprooce Goose, ali naređuje da se proizvodnja nastavi. Nakon što je otpušten iz bolnice, cijela TWA flota je izgrađena i spremna za polijetanje, ali njemu prijeti bankrot.
U strahu od medija koji ga traže, Hughes stavlja prisluškivače na Avine telefone kako bi osujetio bilo kakvu sumnjičavu aktivnost. Nakon što se posvađao s Gardner, vraća se kući i pronalazi FBI-jeve agente kako mu pretražuju kuću u potrazi za inkriminirajućim dokazima u vezi utaje poreza. Incident je teška trauma koji daje svojim neprijateljima do znanja o svojem stanju. Hughes se sastaje s Brewsterom, koji mu ponudi da će odustati od optužbi ako Hughes podupre Zakon o avijaciji i proda dionice TWA-a Trippeu.
Tijekom sastanka Brewster oprezno i namjerno potiče Hughesov opsesivno-kompulzivni poremećaj. Hughes odlučno odbija, ali nakon toga tone u tešku depresiju, zatvarajući se u kino-sobu, užasnut klicama, urinirajući u desetke praznih boca za mlijeko, dok se njegov poremećaj pogoršava. Posjećuje ga Hepburn, razgovarajući s njim ispred vrata te mu zahvaljuje što je kupio negative i ispričava mu se zbog njihove veze. Moli Hughesa da joj pusti da mu pomogne, da je pusti unutra ili da izađe vani, ali on ne čini ni jedno ni drugo. Posjećuje ga Trippe, ali razjareni Hughes mu odvrati kako mu nikad neće prodati TWA. Trippe upozori Dietricha da će svijet vidjeti što je Howard postao ako ode na salušanja. Nakon gotovo tri mjeseca, Hughes se konačno pojavljuje i počinje se pripremati da se suoči sa  Senatom, uz potporu Ave Gardner, koja ga natjera da se dotjera. nakon što joj je zahvalio, ona kaže Hughesu: "Učinit ćeš to za mene."
Hughes stiže na saslušanje i počinje pobijati Brewsterove optužbe. Ponižen i razjaren time u što je se pretvorio taj događaj, senator službeno optužuje Hughesa da je naplatio Ministarstvu obrane 56 milijuna dolara za avione koji nikad nisu poletjeli. Hughes odgovara da ni druge kompanije nisu dostavile avione, ali ipak nisu optužene za prijevaru. Pokazuje kako je i on sam uložio milijune dolara u avione, čime je izgubio novac. Kao konačni udarac Brewsterovom i Trippeovom monopolu s Pan Amom, Hughes otkriva njihovu ponudu kako bi odustali od optužbi, ako proda svoje dionice Trippeu i Pan Amu, te dodaje da mu je tog datuma, Brewster rekao da se ovo nikad neće dogoditi ako pristane prodati. Osim toga, razotkriva dugogodišnju korupciju između Brewstera i Trippea.
Hughes uspješno odbacuje optužbe, Zakon o avijaciji je odbijen, Trippeov plan o globalnoj ekspanziji propada, a TWA počinje širenje na Europu i Daleki Istok. Hughes tada pokazuje da je bio u pravu o Spruce Gooseu osobno pilotirajući njime. Nakon leta, razgovara s Noahom i Odiejem o novoj liniji aviona za TWA i dogovara s Avom datum slavljeničke zabave.
Čini se da se Hughes oslobodio svojih unutarnjih demona sve dok ne ugleda tri biznismena u odijelima i bijelim rukavicama koji mu prijete. Jesu li oni plod njegove mašte? Dietrichova rekacija implicira da su stvarni, nakon čega Hughes upita rade li biznismeni za njega na što ovaj odgovara "Svi rade za vas, Howard." Nakon toga ga pogađa opsesivno-kompulzivni napadaj, a neprestano počinje ponavljati "Stvar budućnosti" kao referencu o avionu o kojem su trojica muškaraca razgovarala.
Dietrich i Odie skrivaju Hughesa u kupaonicu i zadržavaju ga tamo dok ne dovedu liječnika. Howard se prisječa svojeg djetinjstva, shvativši kako je osstvario sve svoje snove te izgradio temelje za budućnost. Unatoč tome, i unatoč svemu što radi, Hughes se može oduprijeti ludilu. Kako film završava, on nastavlja ponavljati "stvar budućnosti". Dok se tama zavija oko njega, Hughes vidi sama sebe kao malog dječaka kojeg pere majka i koji obećava da će voziti najbrži avion ikada sagrađen, snimati najveće filmove ikad i postati najbogatiji čovjek na svijetu.

## Povijesna utemeljenost
Film uzima mnogo povijesne slobode.
- Ella Rice se vidi niti spominje iako je bila udana za Hughesa kad je snimao Hell's Angels. Njegova ljubavnica u to vrijeme, Billie Dove, se ne spominje, kao i njegova prva dva filma koji su također bili hitovi.
- Scena s Hughesom i Hepburn u kući njezinih roditelja je izmišljena, prema njezinoj autobiografiji. Hepburn je ostavila Hughesa prije nego što je upoznala  Spencera Tracyja, a ne poslije.
- Scena u kojoj on spaljuje svu svoju odjeću, vjeruje se, bila je rezultat sifilisa, kojeg je zaradio kao mladić, dok se u filmu to ne spominje.
- U sceni u kojoj se Ava Gardner svađa s Hughesom o prisluškivanju njezine spavanje sobe i telefona, ona kaže Hughesu da spava s  Frankom Sinatrom, ali je ona srela Sinatru dok je bila udana za  Mickeyja Rooneyja, a njih dvoje su u vezi bili tek nekoliko godina poslije. U istoj sceni ona spominje da je sinoć spavala s Artiejem Shawom. Ava je zapravo prekinula s Hughesom prije nego što se udala za Shawa 1945.
- U filmu, Gardner pomaže Hughesu da se sredi prije Brewsterovih saslušanja te je prisutna nakon što je Hughes letio Spruce Gooseom. Nema dokaza u prilog ovoj tvrdnji; iako je moguće da je scena Hughesovo priviđenje ili njegova fantazija.
- Brewsterovim saslušanjima je predsjedao Homer Ferguson. Na njima je svjedočio i sami Brewster, a ispitivao ga je Hughes.
- Ne spominju se dobro poznati Hughesov rasizam i antisemitizam, a govorilo se i da je biseksualac.
- Hughes je imao smeđe oči, ali DiCaprio ne nosi smeđe kontaktne leće.

## Kritike
Film je zaradio iznimno pozitivne reakcije od strane publike, a filmski portal Rotten Tomatoes objavio je da je 180 od ukupno 203 prikupljenih recenzija bilo pozitivno. Film je u Americi zaradio 102 milijuna dolara i 111 milijuna u inozemstvu. Filmski kritičar Roger Ebert ovako je opisao film i  Howarda Hughesa kao njegovu temu:
"Kakav tužan čovjek. Kakva kratka slava. Kakav očaravajući film. Postoji sličnost između Scorsesea i njegova predmeta, možda redateljev životni put mu omogućuje da dublje vidi Howarda Hughesa, suosjećajno - i, u isto vrijeme, s divljenjem. Ovo je jedan od najboljih filmova godine."

## Glavne uloge
- Leonardo DiCaprio kao Howard Hughes, za tu ulogu nominiran za Oscara
- Cate Blanchett kao Katharine Hepburn, za tu ulogu nagrađena Oscarom
- Kate Beckinsale kao Ava Gardner
- John C. Reilly kao Noah Dietrich
- Alan Alda kao senator Brewster, za tu ulogu nominiran za Oscara
- Gwen Stefani kao Jean Harlow
- Jude Law kao Errol Flynn
- Alec Baldwin kao Juan Trippe

## Nagrade i nominacije
- Nominacije: Nagrada Saturn - najbolji akcijsko pustolovni triler film 2004.

## Vanjske poveznice
- Službene stranice
- Avijatičar u internetskoj bazi filmova IMDb-a
- Avijatičar na Rotten Tomatoes
- High Life by Robert Richardson, American Society of Cinematographers
- Intervju s Leonardom DiCapriom  Arhivirana inačica izvorne stranice od 29. rujna 2007. (Wayback Machine)